# Vipsania Agrippina
Vipsania Agrippina (PIR1) werd rond 36 v.Chr. geboren uit het huwelijk van Marcus Vipsanius Agrippa, de gedoodverfde opvolger van Augustus, met Caecilia Attica. Hun huwelijk was in 37 v.Chr. gesloten. Caecilia's stamboom telde grote namen, zoals Titus Pomponius Atticus, Marcus Licinius Crassus Dives en Marcus Tullius Cicero.

## Huwelijk met Tiberius
Vipsania werd nog voor haar eerste verjaardag door haar vader en Augustus verloofd met de stiefzoon van Augustus, Tiberius. Ze trouwden in 19 v.Chr. en hun huwelijk was gelukkig. In 13 v.Chr. kreeg Vipsania een zoon van Tiberius: Drusus Claudius Nero.

## Scheiding van Tiberius
In maart 12 v.Chr., bij zijn terugkeer uit Pannonia, overleed Vipsania's vader Agrippa. Agrippa was ondertussen hertrouwd met de dochter van Augustus, Julia Caesaris maior. Die bleek nu, ondanks de afwezigheid van haar man Agrippa, zwanger. Haar vader Augustus vreesde voor een schandaal. Daarnaast was Tiberius' huwelijk met Vipsania niet langer voordelig voor Augustus nu Agrippa dood was.
Augustus dwong daarom zijn stiefzoon te scheiden van Vipsania - op dat moment eveneens in verwachting - en te huwen met Julia, die zowel zijn (stief)schoonmoeder was als zijn stiefzuster. Terwijl Julia haar zoon Marcus Vipsanius Agrippa Postumus ter wereld bracht, kreeg Vipsania waarschijnlijk (misschien vanwege de dood van haar vader en de schok van de scheiding) een miskraam.
Het huwelijk tussen Julia en Tiberius liep al snel spaak. Tiberius betreurde zijn gedwongen scheiding en zou, toen hij Vipsania ontmoette op straat, in tranen uitgebarsten zijn en haar tot bij haar huis gevolgd zijn. Daarop beval Augustus dat Tiberius haar nooit meer mocht zien.

## Tweede huwelijk
Vipsiana hertrouwde na haar scheiding met Gaius Asinius Gallus. Haar zoon Drusus bleef - hoewel dat niet de gewoonte was - bij zijn moeder wonen. Later zou hij terug bij zijn vader gaan wonen. Met haar nieuwe echtgenoot, die door Tiberius gehaat werd omdat hij nooit ontkende dat Drusus zijn zoon was, had Vipsania vijf kinderen: Gaius Asinius Pollio; Marcus Asinius Agrippa; Asinius Saloninus; Servius Asinius Celer, die wordt vermeld in de Apocolocyntosis divi Claudii van Seneca, maar verder onbekend is. Een afstammelinge van Vipsania en Gallus, Pomponia Gra(e)cina, werd een voorname dame.

## Overlijden
Vipsania stierf een natuurlijke dood in 20, kort na 28 mei, als een van de meest prominente vrouwen van haar tijd. Tussen 21 en 23 eerde haar zoon Drusus haar nagedachtenis met beelden, munten en inscripties.
| |
| Vipsania zou volgens een recente studie zijn afgebeeld op de Ara Pacis. Zij zou de vrouw zijn die het kind (verondersteld Drusus minor te zijn) aan de hand neemt. |

## De figuur van Vipsania in de literatuur
De relatie tussen Vipsania en Tiberius heeft aanleiding gegeven tot enkele literaire werken. Zo schreef de Engelse dichter Walter Savage Landor in zijn Imaginary Conversations of Greeks and Romans (Londen, 1885, pp. 461-465.) een korte, maar tragische (fictieve) dialoog tussen Tiberius en Vipsania (Tiberius and Vipsania) gebaseerd op Suetonius' vermelding van een ontmoeting tussen beide ex-echtlieden (Suet., Tib. 7.2-3.).
Recent verscheen ook Vipsania: A Roman Odyssey (Charlottesville, 2006) van de hand van Jasper Burns. Ook dit verhaal draait rond de relatie tussen Tiberius en Vipsania, eveneens vertrekkend vanuit Suetonius' relaas over de ontmoeting tussen de twee na de scheiding.

## Voetnoten
1. ↑  V 0462
2. ↑  Dit zou op aanstoken van Livia Drusilla geweest zijn, die zo haar zoon zag huwen met de dochter van Augustus' beoogde opvolger (R. Syme, The Roman Revolution, Oxford, 1939, p. 345.).
3. ↑  Dit is de dochter van Augustus, ook wel gekend onder de naam Julia.
4. ↑  Vipsania's miskraam wordt niet vermeld in de antieke bronnen, maar van de verwachte baby wordt niets meer vernomen (zie onder andere R. Seager, Tiberius, Oxford, 2005², p. 20 (noot 35).)
5. ↑  Suet., Tib. 7.2-3.
6. ↑  We weten namelijk uit Tacitus' Annales (III 19.3) dat ze kort na de ovatio van haar oudste zoon Drusus overleed. De datum van deze ovatio is ons bekend dankzij de Fasti Ostienses.

## Antieke bronnen
- (en) Cornelius Nepos, Atticus 19.4.
- (en) Velleius Paterculus, II 96.1.
- (nl) Tacitus, Ann. I 12.4, II 43.6, III 19.3, 75.1.
- (en) Suetonius, Aug. 63.2; Tib. 7.2-3.
- (nl)  Seneca, Epist. II 21.4.
- (en)  Cassius Dio, LIV 31.2, LVII 2.7; LVIII 3.1; LX 27.5.

## Beknopte bibliografie
- D. Kienast, art. Agrippina (1), in NP 1 (1996), col. 298. (zéér beknopt)
- M. Lightman - B. Lightman, art. Vipsania Agrippina (1), in M. Lightman - B. Lightman (edd.), Biographical Dictionary of Ancient Greek and Roman Women: Notable Women from Sappho to Helena, New York, 2000, pp. 237–238.
- M.-Th. Raepsaet-Charlier, Prosopographie des femmes de l’ordre sénatorial (Ier-IIe siècles), I, Leuven, 1987, nr. 811. ISBN 9068310860 (bronnen, bibliografie en familiebanden)
- W. Smith, art. Vipsania (1), in W. Smith (ed.), A dictionary of Greek and Roman biography and mythology, III, Boston, 1867, p. 1262.
- S.E. Wood, Forgotten women in the imperial portrait group from Béziers, in ArchN (Archaeological news) 21-22 (1996-1997), pp. 1–19.
- S.E. Wood, Imperial Women: A Study in Public Images, 40 B.C.-A.D. 68, Leiden, 1999. ISBN 9004112812